# Parc nacional Endeavour
El Parc nacional del riu Endeavour és un parc nacional que es troba a Queensland (Austràlia), situat a 1561 km al nord-oest de Brisbane.

## Patrimoni de la Humanitat
Forma part dels Tròpics humits de Queensland, zona classificada des de l'any 1988 per l'Organització de les Nacions Unides per a l'Educació, la Ciència i la Cultura (UNESCO) com un dels Patrimonis de la Humanitat a Austràlia.
Aquesta regió, coberta principalment per boscos humits, tropicals s'estén al llarg de la costa nord-est d'Austràlia. Aquest biòtop alberga un conjunt molt complet i variat de plantes, marsupials i ocells cantaires, així com tot un seguit d'espècies rares, vegetals i animals, en perill d'extinció.

## Història

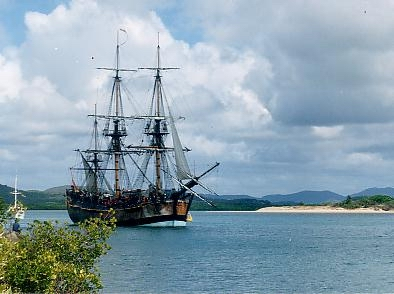
Replica del HMB Endeavour al riu del mateix nom

L'any 1770, els naturalistes Joseph Banks i Daniel Solander van recol·lectar espècimens de la flora local australiana en aquesta zona, que van ser portats de tornada al Reial Jardí Botànic a Anglaterra.
Sydney Parkinson fou el primer a il·lustrar els aborígens australians locals que es trobaven a prop, a més de la flora i la fauna recollides.
El HM Bark Endeavour, sota el comandament del tinent James Cook, havia colpejat als esculls i fou acostat a terra per a la seva reparació al llarg del riu conegut localment dins yimidiro com Wabalumbaal, possiblement prop de l'actual lloc de Cooktown. El riu va ser rebatejat en les cartes de James Cook com el riu Endeavour, i després el Parc Nacional actual agafa, al seu torn, el nom del riu (encara que aquest nom no és un nom registrat formalment).